# 桶川祇園祭
桶川祇園祭（おけがわぎおんまつり）とは埼玉県桶川市で毎年7月15日、16日に行われる夏祭り。桶川市内のイベントで一番の見学者を集める。

## 起源と概要
元文2年（1737年）、桶川宿の上中町の中山道の通りの中央に、素盞鳴尊(古事記では建速須佐之男命)一族を祭神とする市神社を｢天王社｣として祀った記録がある。元文3年7月14日（1738年8月28日）に、家内安全を願って宿内のものが市神社の前に集まり、百八燈の灯籠を立てて燈を灯し、宿場内の疫病流行の退散を祈願した。
元文2年の市神社の創建から間もなく、水害厄難に襲われることが度重なり、11年後の寛延2年7月14日（1749年8月26日）、これらの被害を克服した宿の人々によって桶川宿の祇園祭が復興された。このときの祇園祭は華麗なものでこの祭りで初めて各町内の神輿が市神社前に勢揃いして、華麗で盛大な祭礼が行われた記録が残されている。
また、各町内で競って花台(=提灯等で飾り付けた屋台のことか？)を登場させるなど、桶川祇園祭は一新され一層華麗なものになっていった。このように桶川の祇園祭は、桶川宿の中山道の中央に設置した「天王社」をお参りして｢家内安全と宿場内の疫病流行の退散を祈願｣して開催されたものである。
以後、桶川宿の人々は、毎年7月14日、15日を（西洋暦ではないため曜日に関係なく）桶川祇園祭と定め、それぞれの町内が競って工夫を凝らして鉾山車・神輿・人形を製作して、華麗な桶川祇園祭を守り育ててきた。
2018年（平成30年）から180年前の天保9年（1838年）6月に、市神社は改築されて再建された。元々八百万の神々を信仰していた日本人はそこに少々別系統の神様達が加わっても、霊験さえあれば簡単に受け入れてきたといわれている。
明治元年の神仏判然令の発布から8年後の明治9年（1876年）に、市神社は稲荷神社境内に移築され、八雲社に合祀された｡
桶川町史等の記録から推し量ると、祇園祭の開始から138年後に市神社＝天王社が八雲神社に合祀されたと考えられる。
現在は桶川祇園祭祭典委員会が主催する祇園祭で、5つの団体により運営されている。15時から21時まで、宿場内（埼玉県道164号鴻巣桶川さいたま線の上尾市境から北に向かった2つ目の信号（特定の名称なし・桶川宿の下の木戸のあった場所）から桶川市役所入口交差点(桶川宿の上の木戸のあった場所）の間、桶川駅東口駅通りと周辺の一部を歩行者天国にして行われ、多くの露店が沿道に並ぶ。交通規制時間前から各町会の区域内で神輿担ぎが始まる。15時頃の規制開始からは一部の山車の引き回しも始まる。又、薄暗く成りかかったころからは来場者も急増してくるため、夜になると祭りは盛り上がり歩行者によって中山道や駅通りは埋め尽くされる。連合渡御は中山道で、神輿担ぎ合わせと山車のひっかせは桶川駅入口交差点で行われる。

## 山車

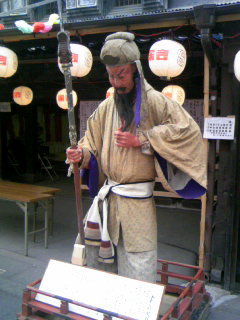
榮町祇園祭保存会所有の鉾山車の人形。屋根に飾られたため下向き加減に作られている。

各地の祇園祭では人形を頂いた背の高い鉾山車が多く見られるが、この祭りでは屋台型の山車しか存在しない。かつては鉾山車も存在したが、大正初期に町内に電線が引かれ、今までのような高い山車が曳けなくなったことから山車を改修して現在の屋根の形の山車になった。当時の人形は一部現存し、会所前に公開している町会もある。

## 実施団体
桶川祇園祭祭典委員会

## 上記の構成団体
- 相生祭典保存会（略称 相生会）
- 武州桶川宿本街保存会（略称 本街）
- 榮町祇園祭実行委員会（略称 榮会）
- 八雲祭典保存会（略称 八雲会）
- 下日出谷保存会[氷川会]（略称 下日出谷）

これらの団体の地域名は、相生会＝相生町・本街＝本町・榮会＝栄町・八雲会＝立花町&緑町&住吉町&富士見町という、現在の住所表記になる直前まで使用されていた町内の通称の名残である。

## 桶川祇園祭祭典委員会
「桶川祇園祭」は「おけがわぎおんまつり」と読み、「ぎおんさい」は正しい読み方ではない。
桶川祇園祭祭典委員会は上記の5構成団体が全体で実施団体となる。「桶川宿」外の「下日出谷保存会」を除く四会が輪番制で「年番町会」となり、年番長会は桶川祇園祭の最高責任者である「年番長」を選出し祭典委員長を務める。
2018年の年番町会は「相生会」が務めた。来年の年番町会は「八雲会」である。

## 行事内容
午後2時に歩行者天国が始まる。これが事実上の祭りの開始となる。おおよそ30分後くらいに各町の神輿渡御が開始される。山車の引き回しはそれよりやや遅れて始まる。
5町会による神輿の渡御や、3町の山車の巡行が始まると祇園祭らしさが現れてくる。
5町による連合渡御の先頭は「年番町会」の神輿が務め、前年度年番町会の神輿は殿に回って渡御する。
- 15日
  - こども神輿連合渡御 (2017年より実施・2018年の子供の神輿渡御参加者は約180名である)
  - 5町神輿連合度御 （2018年度の渡御順 ＝相生会・栄会・ 本街・下日出谷・八雲会） 基本的には年番町会の神輿が先頭を担ぎ、しんがりを前年の年番町会が担ぐことが取り決めになっているが、渡御行程時の関係で八雲会の希望でしんがりとなっている
  - 子供囃子の曳っかせ
- 16日
  - 子供神輿担ぎ合せ
  - 4基神輿担ぎ合せ (参加神輿＝相生会・栄会・ 本街・八雲会)
  - 囃子連の曳っかせ(参加山車＝栄会・ 本街・八雲会)

## 女性の参加
全国の主要な祭が女人禁制の伝統を守っているのに対して、この祭りは女性の参加には寛容である。そのため女性が違和感なく（女神輿などの別口を出すことなく）祭りに参加している。

## 交通規制の影響

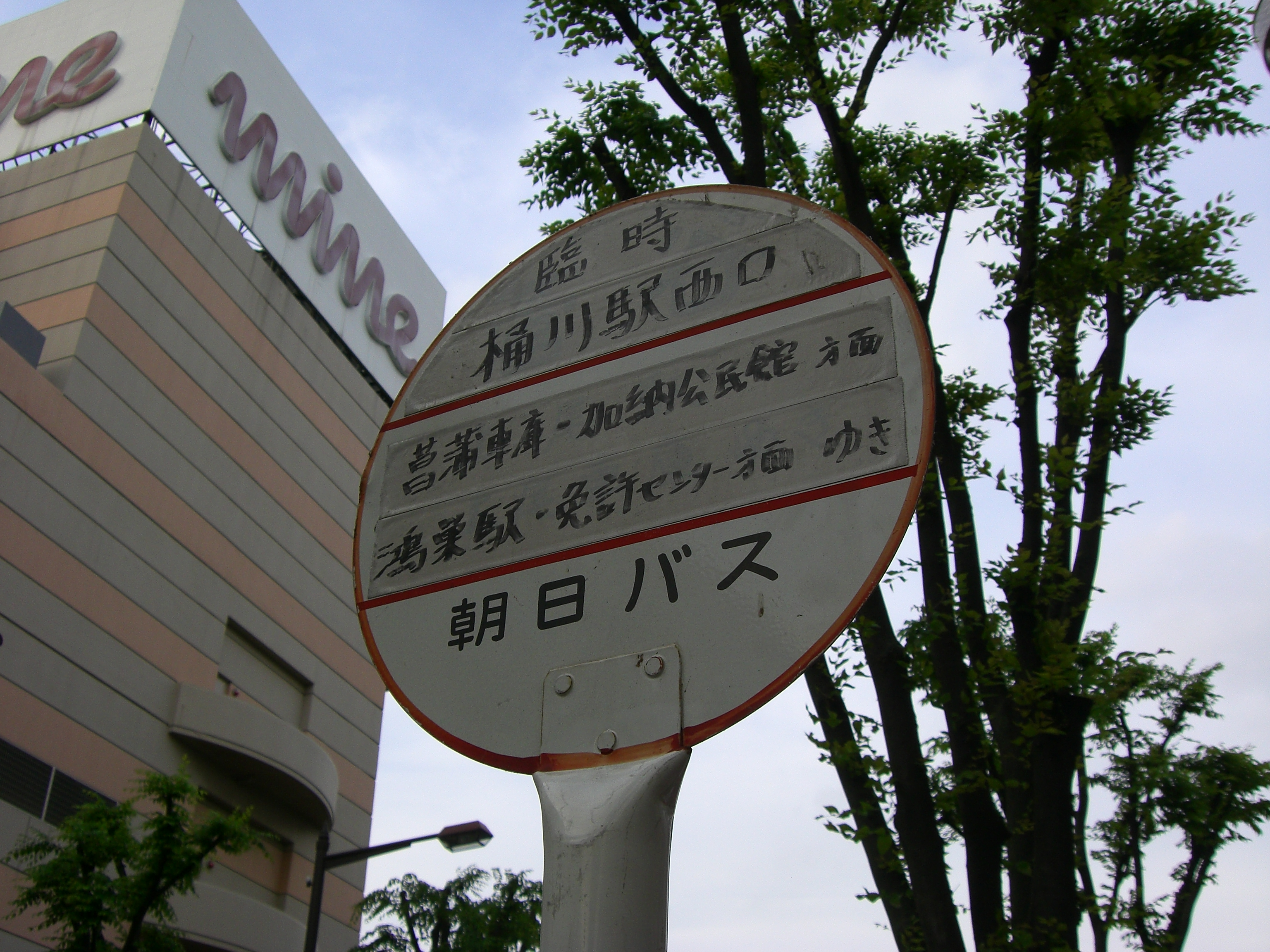
桶川駅西口に設置される臨時のバス停。

祭りの当日は桶川駅東口発着の朝日バスと市内循環バスが桶川駅西口発着となる。

## ゴミによる影響
屋台などの出店のゴミや、祭り参加者によるポイ捨てなどで、祭り終了後の道路はゴミがあふれかえり後始末が大変で、地元の人には迷惑なことになっている。

## 事故
2017年（平成29年）7月16日18時50分頃、会場で突風が吹き、テントが倒れて油が飛び、1人が火傷を負い、祭りは中止となった。当日18時頃には埼玉県内全域に竜巻注意情報が出ており、18時半頃には桶川市の南に隣接する上尾市の「上尾夏まつり」の会場（JR上尾駅前）でも突風が吹き、露店が倒れ調理用油が飛び散り11人が火傷を負い、祭りが中止となっていた。